# Masaaki Yuasa

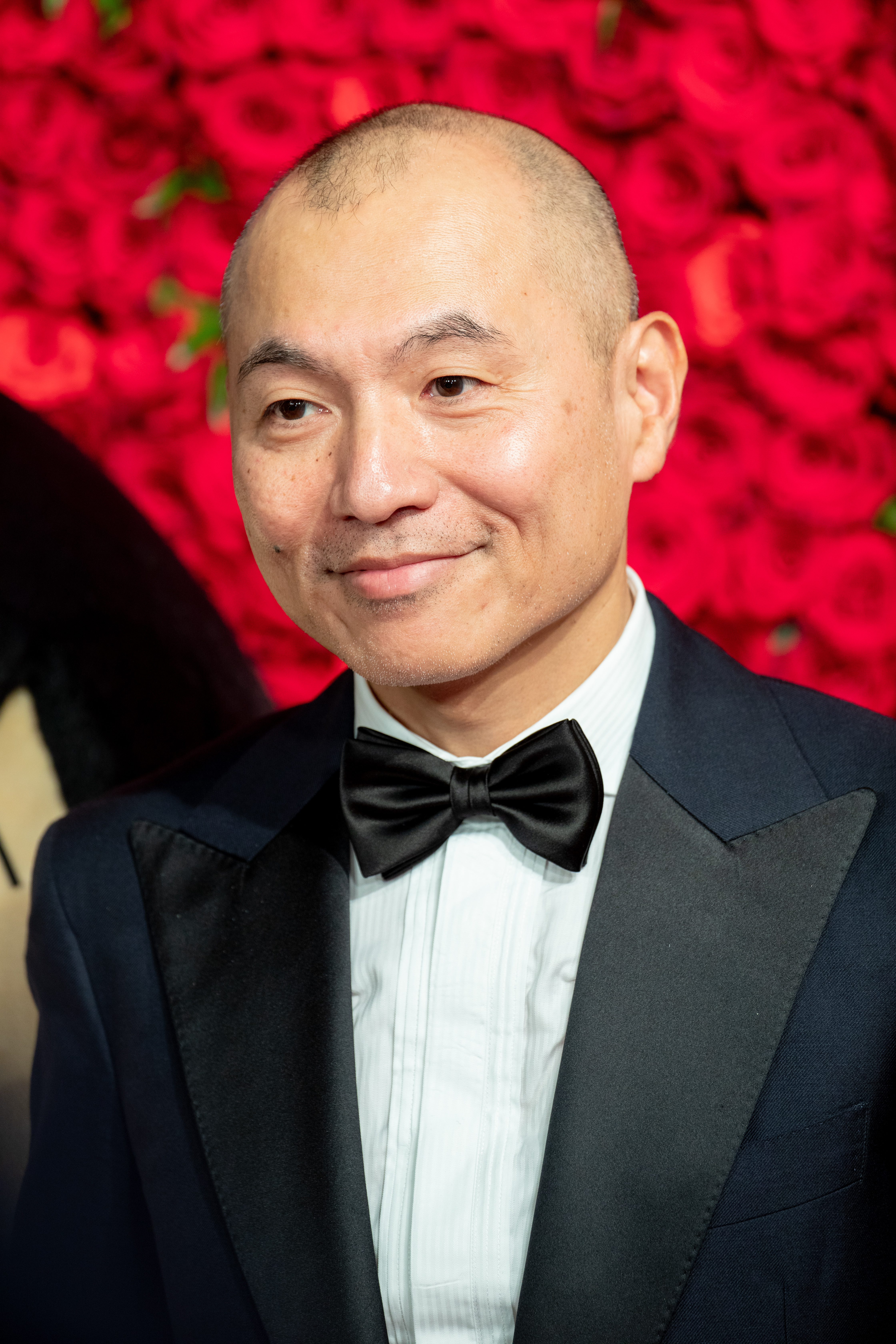
Masaaki Yuasa, 2018

Masaaki Yuasa (jap. 湯浅 政明, Yuasa Masaaki; * 16. März 1965 in der Präfektur Fukuoka, Japan) ist ein japanischer Anime-Regisseur und Animator.
Er arbeitete in den 1980ern als Schlüsselzeichner für Serien wie Doraemon oder 21 Emon.
Masaaki Yuasa ist bekannt dafür, bei Filmen und Serien mit gängigen Sehgewohnheiten zu brechen und die kreativen Aufgaben von der Regie, über die Storyboards bis hin zu den Drehbüchern für alle Folgen selbst zu übernehmen. Dies begann bereits mit seiner ersten Regiearbeit 1999 an dem 18-minütigen Pilotfilm Nanchatte Vampiyan zur späteren Serie Vampiyan Kids. Bei Tetsuo Satôs Kurzfilm Nekojiru Sō von 2001, der den Preis für den besten Kurzfilm beim Montreal FanTasia Festival erhielt, war er für das Drehbuch, die Storyboards und die Animationsregie tätig.
Für seine Mangaverfilmung Mind Game von 2004 erhielt er den Ōfuji-Noburō-Preis, den großen Preis des Japan Media Arts Festival, sowie den Preis für den Besten Animationsfilm, die Beste Regie, das Beste Drehbuch und den Sonderpreis des Montreal FanTasia Festival. Bei den folgenden Serien Kemonozume von 2006 und Kaiba von 2008 entwarf er auch deren Konzept. 2010 folgte die Romanverfilmung Yojōhan Shinwa Taikei (Tatami Galaxy), die von den Juroren des Japan Media Arts Festival als „reichhaltig ausdrucksstarkes Werk, das die Einschränkungen des Fernsehens auf den Kopf stellt“, bezeichnet wurde, mit „einzigartigen Szenenlayouts, Figurenaktionen und Farbschemata“. Mit diesem Werk erhielt erstmals eine Fernsehserie den großen Preis des Japan Media Arts Festival.
2012 startete er gemeinsam mit dem Animationsstudio Production I.G eine Kickstarter-Kampagne zur Finanzierung des ersten crowdgefundeten Anime Kick-Heart, wobei 201.164 $ eingeworben worden. Für den 12-minütigen, surrealen Kurzfilm von 2013, einer Neuinterpretation von Romeo und Julia als Wrestler, schrieb er das Drehbuch und führte Regie, die koreanische Animatorin Eun-Young Choi, mit der er bereits an seinen vorigen Serien zusammenarbeitete, war stellvertretende Regisseurin, der französische Illustrator Aymeric Kevin der künstlerische Leiter. Für diesen Film wurde er beim FanTasia Festival für den Besten Kurzfilm ausgezeichnet, war im Wettbewerb der Animationsfestivals von Ottawa und Annecy und wurde für die Ausstellung Anime!! des Museum of Modern Art ausgewählt.
2014 steuerten er und Eunyoung Choi für die US-Zeichentrickserie Adventure Time die Episode 163 Food Chain bei, deren Drehbuch er schrieb und Regie er führte, wofür beide für den Annie Award nominiert wurden. Die Episode wurde für den Wettbewerb von Annecy 2015 ausgewählt. Im selben Jahr adaptierte er den Manga Ping Pong, wofür er abermals auf Eun-Young Choi als stellvertretende Regisseurin und Aymeric Kevin als künstlerischem Leiter zurückgriff. Im Juni 2014 gaben er und Choi die Gründung ihres eigenen Animationsstudios Science Saru bekannt.

## Werke (Auswahl)
- 1999: Nanchatte Vampiyan (Serienpilot): Regie, Drehbuch, Storyboard, Layout
- 2001: Nekojiru Sō (OVA): Drehbuch, Animationsregie, Storyboard
- 2004: Mind Game (Film): Regie, Drehbuch
- 2006: Kemonozume (Serie): Idee, Regie, Series Composition, Drehbuch (Folgen 1, 2, 6, 8, 9), Storyboard (Folgen 1, 2), Episodenregie (Folgen 1, 2), Schlüsselzeichner (Folge 2)
- 2007: Happy Machine (Kurzfilm): Regie
- 2008: Kaiba (Serie): Idee, Regie, Drehbücher, Storyboard (Folgen 1, 10–12), Layout, Charakterdesigner
- 2010: Yojōhan Shinwa Taikei (Serie): Regie, Drehbücher, Storyboard (Folgen 1, 11)
- 2010: Shin-men (Serie): Regie, Charakterdesigner, Storyboard (Folgen 1–5)
- 2013: Kick-Heart (Film): Idee, Regie, Drehbuch
- 2014: Ping Pong (Serie): Regie, Drehbücher, Storyboards
- 2014: Adventure Time (Serie): Regie, Drehbuch, Storyboard (Folge 163)
- 2014: Space Dandy (Serie): Regie, Drehbuch und Storyboard (Folge 3)
- 2017: Night is Short, Walk on Girl (Yoru wa Mijikashi Arukeyo Otome) (Film): Regie, Storyboard
- 2017: Lu Over the Wall (Yoake tsugeru Rû no uta) (Film): Regie, Drehbuch, Produktion
- 2018: Devilman Crybaby (Serie): Regie, Storyboard (Folge 1–2 und 9–10)
- 2019: Ride Your Wave (Kimi to, nami ni noretara) (Film): Regie, Produktion
- 2020: Japan sinkt: 2020 (Nihon Chinbotsu 2020) (Miniserie): Regie
- 2020: Nihon Chinbotsu 2020 Gekijô Henshû-ban Shizumanu Kibou (Film): Co-Regie
- 2021: Inu-Oh (Film): Regie, Produktion
- 2022: Spy × Family (Serie): Vorspann-Regie